# Karim Fathi
Karim P. Fathi (* August 1979 in Hamburg) ist deutscher Autor.

## Veröffentlichungen (Auswahl)
- Möglichkeiten der Integration unterschiedlicher Methoden mediativer Konfliktbearbeitung. Ein konzeptioneller Vorschlag. Diplomica Verlag, Hamburg, 2008, ISBN 978-3-8366-6131-7 (Zugleich Masterarbeit Marburg 2007).
- Integrierte Konfliktbearbeitung im Dialog. Der Integrale Ansatz als Brücke unterschiedlicher Methoden. Tectum Verlag, 2011, ISBN 978-3-8288-2801-8 (Zugleich Dissertation).
- Conflict potentials of different welfare regimes – a metatheoretical perspective. In: I. P. Karolewski, A. M. Suszyki (Hrsg.): Identity, Citizenship and Welfare. National and International Perspectives. Fibre Verlag, 2013, S. 41–74.
- Kommunikative Komplexitätsbewältigung. Integrierter Methodenpluralismus zur Optimierung disziplinübergreifender Kommunikation. Springer VS, Wiesbaden 2019, ISBN 978-3-658-28088-8.
- Das Empathietraining. Konflikte lösen für ein besseres Miteinander. Junfermann Verlag, Paderborn 2019, ISBN 978-3-95571-866-4.
- Resilienz im Spannungsfeld zwischen Entwicklung und Nachhaltigkeit. Anforderungen an gesellschaftliche Zukunftssicherung im 21. Jahrhundert. Springer VS, Wiesbaden 2019, ISBN 978-3-658-26940-1.
- mit R. Benedikter: Die Zukunft des menschlichen Bewusstseins - techno-anthropologische Hybridisierung? In: P. Kovce, B. P. Priddat (Hrsg.): Selbstverwandlung - Das Ende des Menschen und seine Zukunft. Metropolis Verlag, 2021, ISBN 978-3-7316-1441-8, S. 47–70.
- mit R. Benedikter: The Coronavirus Crisis and Its Teachings - Steps Towards Multi-Resilience. Brill Verlag, 2021, ISBN 978-90-04-46952-5.
- Gesellschaftliche Multiresilienz im Kontext von Krisenbündeln und Bündelkrisen in der DACH-Region. In: Pechlaner, H. / Zacher, D. / Störmann, E. (Hrsg.): Resilienz als Strategie in Region, Destination und Unternehmen. Springer Fachmedien Wiesbaden.
- Der Russland-Ukraine-Krieg: Eine Manifestation des "Neuen Kalten Krieges"? Lösungsperspektiven aus der Friedensforschung. Springer Verlag, 2024. ISBN 978-3-658-44356-6.